# Église Sainte-Jeanne-d'Arc de Reims
L'église Sainte-Jeanne-d'Arc est une petite église d'architecture néoromane située à Reims, 79 rue de Verdun. Dédiée à Jeanne d'Arc, elle dépend de l'archidiocèse de Reims.

## Histoire et description
L'église actuelle, terminée en 1923 et construite sur les fonds de son curé, l'abbé Henri Caillau, présente un porche surmonté d'un gable et fermé de grilles des trois côtés. La façade en appareillage de moellons est éclairée par une triple baie en plein cintre surmontée d'un petit clocheton dont le faîte est orné d'une croix. On remarque dans une métope au-dessus du porche le blason de Jeanne d'Arc (l'épée couronnée flanquée de fleurs de lys) encadré de feuilles de chêne. On remarque également du côté gauche de la façade une plaque surmontée d'une croix, mémorial des morts au combat du secteur pendant la Première Guerre mondiale et à droite une statue de Jeanne d'Arc, paysanne en prières.
L'église comporte une seule nef sous une voûte en berceau et ne possède ni transept ni abside, la voûte est soutenue par des arcs doubleaux retombant sur des culots. Le maître-autel dans le goût baroque en bois foncé avec un retable flanqué de colonnes torsadées montre une statue de la Vierge à l'Enfant à gauche et une petite statue de Jeanne d'Arc à droite. La tribune soutenue par des piliers formant trois arcs en plein cintre n'a plus d'orgue. La nef montre cinq fenêtres du côté gauche dont deux sont murées et trois éclairent l'intérieur ; seule la plus proche de l'autel possède des vitraux. Le côté droit n'a pas de fenêtres et ses oculi sont condamnés.
L'église ne possède pas de clocher, car les fonds destinés à sa construction, étaient déposés à la banque CHAPUIS, banque locale qui a fait faillite pendant la grande crise d'entre deux guerres. les cloches sont demeurées au sol, installées sur un bâti de bois
Devant cette église une statue de la Vierge Marie, dite Vierge de Lourdes, y a été déposée très tardivement (vers 1970). Elle provient de la chapelle "Notre Dame de Lourdes" située à l'angle de la rue Pasteur et de la route de BETHENY, au Petit BETHENY, commune de 51450 BETHENY. Cette chapelle a été détruite pendant la seconde guerre mondiale (dégât collatéral des bombardments de la gare de triage, entre Petit et Grand BETHENY). Ne subsistaient que le dallage du sol et ladite statue, placée sur un piédestal. Elle a été déplacée pour faire place à un immeuble.
L'église est confiée à l'Institut du Christ Roi Souverain Prêtre qui y célèbre la messe dominicale en latin.